# Northwood (Dakota del Norte)
Northwood es una ciudad ubicada en el condado de Grand Forks en el estado estadounidense de Dakota del Norte. En el censo de 2010 tenía una población de 945 habitantes y una densidad poblacional de 286,84 personas por km².

## Geografía
Northwood se encuentra ubicada en las coordenadas 47°43′54″N 97°33′55″O / 47.73167, -97.56528. Según la Oficina del Censo de los Estados Unidos, Northwood tiene una superficie total de 3.29 km², de la cual 3.29 km² corresponden a tierra firme y (0%) 0 km² es agua.

## Demografía
Según el censo de 2010, había 945 personas residiendo en Northwood. La densidad de población era de 286,84 hab./km². De los 945 habitantes, Northwood estaba compuesto por el 97.99% blancos, el 0.11% eran afroamericanos, el 0.11% eran amerindios, el 0.21% eran asiáticos, el 0% eran isleños del Pacífico, el 0.11% eran de otras razas y el 1.48% pertenecían a dos o más razas. Del total de la población el 0.42% eran hispanos o latinos de cualquier raza.